# Fabrizio Casadio
Fabrizio Casadio (Torino, 3 ottobre 1935 – Milano, 10 maggio 2015) è stato un conduttore radiofonico, conduttore televisivo e ingegnere italiano.
Fu attivo principalmente come speaker radiotelevisivo e definito da Armando Testa "la più bella voce d'Italia".

## Biografia
Nasce a Torino da Ugo, ingegnere meccanico inventore di girovagli (macchine setaccianti la miscela dello zucchero) e da Maria Mazza. Ultimo di tre fratelli, di cui il maggiore novantaquattrenne ancora vivente, ingegnere anche lui e il secondo, morto nel 1989, professore all'Università di Roma e direttore della SIOI.
Si laureò in ingegneria ed architettura, le sue grandi passioni, presso il Politecnico della stessa città, attività che non interruppe mai, costruendo girovagli per gli zuccherifici, mescole per il nerofumo per la Michelin italiana di Cuneo e ristrutturando case in Milano. Era anche appassionato di cavalli, amava montare quando poteva. Fare il percorso netto era per lui un grande piacere.
Negli anni '60 costruì la "ruota a tazze" per una miniera. Per un anno fu rappresentante dell'Italia all'UNESCO, del cui palazzo di Parigi contribuì alla realizzazione della facciata.
La prima collaborazione con la Rai risale al 1957: in quell'anno Casadio presenta la rubrica televisiva "Gran Pavese", in onda il pomeriggio alle 17:30.
Negli anni '50/'60 è stato presentatore di trasmissioni di grande prestigio, quali "Le battaglie celebri" e "Il Leonardo", quest'ultima a carattere scientifico/divulgativo. Ha presentato, nel 1971, la trasmissione "L'importanza di chiamarsi..."in cui intervistava personaggi celebri quali Eleonora Rossi Drago, Gipo Farassino e altri.
Negli anni '50 ha collaborato con la Elledici, prestando la voce ad alcuni documentari
Quando qualcuno notò, negli anni '60, la sua voce, Casadio si dedicò, a partire dal 1966, alla conduzione di qualche programma televisivo per la "Tivù dei ragazzi" e venne utilizzato, quale annunciatore supplente, presso la RAI Radio Torino.
Sempre nel 1966 presentò il programma televisivo "Il teatrino delle maschere".
Nel 1967 fu il presentatore del programma televisivo "Il giornale delle scienze" e del programma radiofonico "Il personaggio" (in onda sul Secondo programma); inoltre recitò nella serie televisiva "I racconti del Risorgimento".
Ma il grande salto avvenne nel 1974, quando i pubblicitari scoprirono le potenzialità della sua voce.
Si trasferì, quindi, a Milano, capitale del doppiaggio pubblicitario.
La sua voce divenne la più ascoltata in radio e televisione. Oltre alla pubblicità, si dedicò al doppiaggio di telefilm e documentari.
Tra le tante pubblicità doppiò uno spot per il bagnoschiuma Vidal e, poi, sostituì Alfredo Danti come voce dei Caroselli della carne Montana con il cowboy Ringo, con la celebre canzone di Adriano Celentano. Sua era anche la voce della campagna Mentadent “Prevenire è meglio che curare”, della campagna Brancamenta “Dodici mesi d'estate” e dello spot del Comitato Collegamento Cattolici, quello dello slogan “Per una civiltà dell'amore”.
Ha partecipato alla realizzazione di alcuni dischi di letture poetiche dedicati alle regioni italiane e di argomento religioso.
Partecipò alla realizzazione di numerosi documentari pubblicati anche in videocassetta dalla Fonit Cetra.
Dal 3 gennaio 1982 al 2 aprile 1998 ha occupato il ruolo di voce ufficiale di Italia 1; nello stesso periodo collaborò con Radio Gemini One. Sua fu anche la voce del celebre pupazzo horror Zio Tibia, presentatore del Zio Tibia Picture Show, spettacolo televisivo trasmesso su Italia 1.
In quegli anni fu fra i principali fondatori dell'ADAP di Milano, la prima ed unica Associazione dei doppiatori e speaker pubblicitari di cui fu, per lungo tempo, presidente.
A fine anni '90 iniziò il declino, sia per l'arrivo di voci nuove, sia per una sua scelta personale; dal 1993 al 1995 diede la voce agli spot pubblicitari per la carne Montana con il noto slogan "Sarà mezzogiorno...mezzogiorno di cuoco".
Continuò, pertanto, con maggior vigore, nelle altre sue passioni, tramite la sua società di ingegneria ed architettura.
Morì improvvisamente nella sua abitazione di Milano, il 10 maggio 2015. I funerali si tennero a Milano, nella Chiesa di Santa Maria di Lourdes. Riposa nel cimitero di Moncalieri (TO), nella tomba di famiglia.